# Assabah
Assabah (àrab: الصباح, Aṣ-Ṣabāḥ, ‘El Matí’) és un diari de Tunísia, de propietat privada, en llengua àrab, fundat l'1 de febrer de 1951 per Habib Cheikhrouhou. És publicat per Dar Assabah. Té 29 periodistes fixos i 58 corresponsals i col·laboradors ocasionals.